# Andreas Terhaag
Andreas Terhaag (* 14. März 1968 in Mönchengladbach) ist ein deutscher Politiker (FDP) und war von 2015 bis 2022 Mitglied im Landtag von Nordrhein-Westfalen.

## Leben
Andreas Terhaag war als Büroleiter eines FDP-Abgeordneten im Landtag von Nordrhein-Westfalen tätig. Nach dem Ausscheiden der FDP aus dem Landtag 1995 führte Terhaag sein Studium als Diplom-Ingenieur für Versorgungstechnik zum Abschluss. Terhaag ist verheiratet und hat zwei Kinder.
Terhaag ist Mitglied der FDP und rückte über die Landesliste im Dezember 2015 für den Abgeordneten Kai Abruszat in den Landtag nach. Bei der Landtagswahl 2017 wurde er dann über den Listenplatz 17 der FDP-Landesliste in den Landtag gewählt. Zudem kandidierte er auch im Landtagswahlkreis Mönchengladbach II, wo er 5,8 % (2010), 5,3 % (2012) und 10,4 % (2017) der Erststimmen erreichte. Er war Mitglied der 16. Bundesversammlung. Nach der Landtagswahl 2022 schied er aus dem Landtag aus.